# Sirakorn Pimbaotham
Sirakorn Pimbaotham (thailändisch สิรกร พิมพ์เบ้าธรรม, * 29. Oktober 1999), auch als Fifa bekannt, ist ein thailändischer Fußballspieler.

## Karriere
Sirakorn Pimbaotham stand bis Ende 2018 beim Samut Songkhram FC unter Vertrag. Der Verein aus Samut Songkhram spielte in der Western Region der vierten Liga. Am 1. Januar 2019 wechselte er zum Zweitligisten Police Tero FC. Hier wurde er in der U23-Mannschaft eingesetzt. Das Team spielte in der vierten Liga in der Bangkok Metropolitan Region. Nach einer Saison wechselte er Anfang 2020 zum Viertligisten Kanjanapat FC. Der Verein aus Pathum Thani trat in der Western Region an. Nach zwei Spieltagen wurde die Saison wegen der COVID-19-Pandemie unterbrochen. Während der Unterbrechung wurde vom Verband beschlossen, dass nach Wiederaufnahme des Spielbetriebs die dritte und vierte Liga zusammengelegt werden. Nach Wiederaufnahme spielte der Verein in der Western Region der dritten Liga. Zu Beginn der Saison 2021/22 unterschrieb er im Seebad Pattaya einen Vertrag beim Drittligisten Pattaya Dolphins United. Am Ende der Saison feierte er mit dem Klub die Meisterschaft der Eastern Region. In den Aufstiegsspielen zur zweiten Liga konnte man sich jedoch nicht durchsetzen. Im August 2022 wechselte er in die zweite Liga, wo er einen Vertrag beim Erstligaabsteiger Samut Prakan City FC unterschrieb. Sein Zweitligadebüt für die Mannschaft aus Samut Prakan gab Sirakorn Pimbaotham am 14. August 2022 (1. Spieltag) im Heimspiel gegen den Nakhon Pathom United FC. Hier stand er in der Startelf und wurde in der 41. Minute gegen Wanchat Choosong ausgewechselt. Nakhom Pathom gewann das Spiel durch ein Tor des Iraners Amir Ali Chegini mit 1:0. Nach 13 Zweitligaspielen wechselte er im Sommer 2023 zum Drittligisten Thonburi United FC. Mit dem Hauptstadtverein spielt er in der Bangkok Metropolitan Region der Liga. Am 19. April 2025 stand er mit Thonburi im Finale des Thai League 3 Cups. Hier besiegte man im BG Stadium den Songkhla FC mit 5:4 im Elfmeterschießen.

## Erfolge
Pattaya Dolphins United
- Thai League 3 – East: 2021/22

Thonburi United FC
- Thai League 3 Cup: 2024/25